# Emma d'Italie
Pour les articles homonymes, voir Emma de France et Emma.
Emma d'Italie (en Italie, vers 948/951 - après 988), fille du roi Lothaire II d'Italie, devient reine des Francs (965/966-986) par son mariage avec le roi Lothaire. Ils seront les parents du dernier roi carolingien, Louis V.

## Biographie
Emma est la fille unique née du mariage de Lothaire II, brièvement roi d'Italie de 947 à 950 et d'Adélaïde, sœur de Conrad III, roi de Bourgogne. La date de naissance d'Emma n'est pas connue avec précision : le mariage de ses parents ayant été célébré en 947, avant le 27 juin, et Lothaire étant mort le 22 novembre 950, sa naissance peut avoir eu lieu entre le début de l'année 948 et la première moitié de l'année 951.
Son père meurt empoisonné par son rival politique, le marquis Bérenger d'Ivrée, qui lui succède au trône d'Italie le 15 décembre et tente de marier la reine Adélaïde, titulaire de droits personnels sur le royaume, à son fils Adalbert. L'épouse de Bérenger, Willa, va jusqu'à la faire emprisonner en 951 à Côme mais celle-ci parvient à s'enfuir et se réfugie auprès du roi de Germanie et empereur du Saint-Empire Otton Ier, à Pavie. Elle l'épouse et en aura Otton II ainsi qu'une fille, Mathilde, abbesse de Quedlinbourg.
La jeune princesse grandit à la cour ottonienne de son beau-père. En 965 ou 966, elle épouse Lothaire, roi des Francs, fils de Gerberge, la sœur d'Otton. Elle lui donne deux enfants, le futur Louis V, et Othon, chanoine à Rome. Mais, peu après ses noces, son beau-frère, Charles de Basse-Lorraine, lui prête une liaison avec l'évêque de Laon, Adalbéron aussi appelé Ascelin. La reine sera néanmoins innocentée en 977 par le synode de Sainte-Macre convoqué par l’archevêque Adalbéron de Reims. Charles est alors contraint de fuir la Francie occidentale mais de peur qu'il ne prenne le pouvoir si Louis V est reconnu bâtard, Emma force son époux à associer au trône son fils, qui est marié vers 980 à Adélaïde d'Anjou pour assurer sa descendance. Lothaire se plie à ce désir mais n'accorde aucune marge d'action réelle à son fils. Le mariage d'Emma à Lothaire est marqué par l'hostilité entre son mari et son demi-frère Otton, chacun envahissant les terres de l'autre pour tenter de se déstabiliser réciproquement, souvent par l'intermédiaire du duc Charles de Lorraine, le frère cadet de Lothaire, vassal de l'empereur. Néanmoins, les dernières années de leur union, à compter des années 980, voient la paix s'installer entre le roi et sa belle-famille.
Lothaire meurt le 2 ou le 10 mars 986 et son fils Louis, qui lui succède, accuse sa mère Emma et l'évêque Adalbéron d'avoir empoisonné le roi et les chasse de la cour.
Louis V décède le 22 mai 987 sans héritier. Charles de Lorraine s'empare militairement de Laon, capitale royale et se fait proclamer roi, cependant que le duc Hugues de France (Hugues Capet) est élu puis sacré roi de France le 3 juillet 987, notamment avec l'aide d'Adalbéron. Par trois fois, le nouveau roi va essayer de reprendre la ville de Laon afin de chasser Charles de Lorraine. Cette situation, devenue préoccupante pour Hugues prend fin grâce à la trahison de l’évêque Adalbéron de Laon. Après avoir fait semblant de jurer fidélité à Charles, qui lui avait pourtant rendu son siège épiscopal, l'évêque le trahit. Au plus profond de la nuit du dimanche des Rameaux 29 mars ou du Jeudi saint 2 avril 991, tandis que Charles s'est endormi, l'évêque le désarme et fait prisonnier le dernier carolingien. Il le confie alors à Hugues Capet, qui se charge de l'enfermer dans une prison à Orléans.
La vie d'Emma après la mort de son fils est mal connue : elle se serait réfugiée à Dijon et serait décédée dans un couvent de Bourgogne.

## L'hypothèse d'une seconde union
Selon une hypothèse généalogique, Emma se serait peut-être remariée avec le duc Boleslav II le Pieux, duc de Bohême de la dynastie des Přemyslides, qui régna de 967 à 999[réf. nécessaire]. Cette Hemma (en Bohême : Emma Regina) mourut à Mělník (Bohème) vraisemblablement le 2 novembre 1005/1006 Rien ne prouve que ces deux Emma soient identiques.
L'historiographie tchèque voit en Emma la mère des plus jeunes fils de Boleslav, Oldřich et Jaromír, tandis que la mère du fils aîné, Boleslav III, serait Adiva, première épouse de Boleslav II.
Après la mort de son deuxième mari, Emma, effrayée par Boleslav III, choisit de se réfugier à la cour de Bavière, en tant que demi-sœur de l'empereur Otton II, autour de 1001, accompagnée d'Oldřich et Jaromír. Les deux frères demandent l'appui militaire du roi Henri II de Germanie, démarche qui acheva de placer la Bohême sous la juridiction du Saint-Empire Romain.
En 1004, Jaromír occupe Prague avec une armée allemande et s'autoproclame duc. Emma revient en Bohême, peut-être dans la ville de Mělník, où elle meurt.
L'hypothèse de ce remariage en Bohême repose sur l'existence de deniers portant l'inscription ENMA REGINA ("reine Emma" et non duchesse). À l'époque, la Bohême était un duché et pas encore un royaume, mais elle-même, dans cette hypothèse, restait reine ointe de Francie occidentale.
Cette hypothèse est rejetée par une majorité d'historiens.